# Apamea zeta
Apamea zeta är en fjärilsart som beskrevs av Georg Friedrich Treitschke 1825.  Apamea zeta ingår i släktet Apamea och familjen nattflyn, Noctuidae. Sex underarter finns listade i Catalogue of Life, Apamea zeta assimilis Doubleday, 1847, Apamea zeta cyanochlora Varga, 1976, Apamea zeta exulis Lefèbvre, 1836 , Apamea zeta marmorata Zetterstedt, 1840, Apamea zeta pernix Geyer, 1832 och Apamea zeta rofana Wolfsberger, 1952.